# Урахус

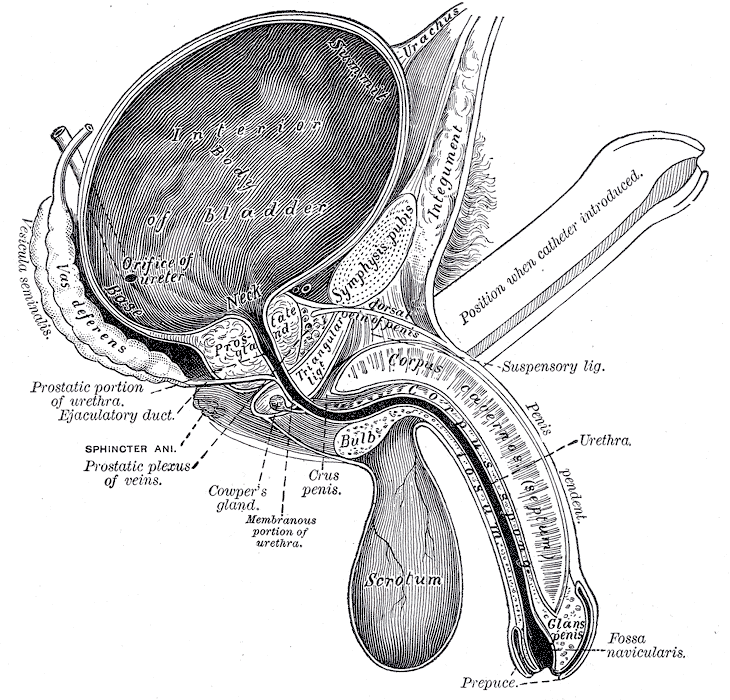
Вертикальный разрез мочевого пузыря, пениса и уретры. Остаток урахуса — срединная пупочная связка — соединяет верхушку мочевого пузыря с пупком.

Ура́хус (др.-греч. οὖρον — моча + χέω — лью, выливаю) (другое название: мочевой проток) — трубчатое образование у эмбриона и плода, соединяющее передний отдел верхушки мочевого пузыря и пупок между брюшиной и поперечной фасцией живота. Образуется из верхнего отдела аллантоиса. По данному протоку моча плода выводится в околоплодные воды. С 5 месяцев внутриутробной жизни начинается облитерация протока, которая завершается к моменту рождения, с превращением его в срединную пупочную связку. Однако при определённых условиях проток перекрывается не полностью, в результате чего формируются его аномалии:
- Пупочный свищ — незаращение части урахуса, находящейся в области пупка. Проявляется такая аномалия постоянным мокнутием ранки пупка.
- Пузырно-пупочный свищ — полное незаращение урахуса. Данный вид характеризуется постоянным выделением из ранки пупка мочи.
- Дивертикул мочевого пузыря — незаращение части урахуса, отходящей от мочевого пузыря.
- Киста урахуса — незаращение средней части урахуса.